# イナズマデリバリー
『イナズマデリバリー』は、カナバングラフィックス制作のアニメ作品である。2016年12月9日にスペースシャワーTVの『チュートリアルの徳ダネ福キタル♪』の番組内で放送され、2017年12月8日から2018年3月2日までシーズン2が放送された。
また、2017年12月31日のTOKYO MX『おおみそかだよ!! ミルキィホームズ+ 2017』内で、シーズン1第1話 - 第10話が放送された。

## 概要
舞台は世界中からよそ者が集まる都会・バビ電市。そこにある運送屋・イナズマデリバリーで働く青年・ヘミングウェイと謎の宇宙人・バイザウェイが主人公。ヘミングウェイは迷子のバイザウェイを故郷の星に返そうと奮闘する。

## 登場人物
出典：
声は全員、上野大典が演じている。
ヘミングウェイ（Hemingway）
本作の主人公。イナズマデリバリーで働く黒豚の青年。一見おっとりしているが、仕事になるとスイッチが入り、自身のトラック『ライトニングイナズマ号』の通常性能を超えるスピードと小回りの良さを発揮できる。よくバイザウェイのトラブルに巻き込まれては振り回されている。ツッコミ役。
バイザウェイ（Bytheway）
ヘミングウェイの前に現れた謎の宇宙人。サメの着ぐるみを着ている。口から生まれ故郷の星から持ってきた光線銃などを出しては、ヘミングウェイを驚かせている。年齢はまだ幼く、よくヘミングウェイを振り回す。嬉しくなるとタンバリンを手にして踊り出す。シーズン1第10話で自己紹介するシーンでヘミングウェイが英語で「ところで」「ちなみに」を意味する「By the Way」と同じだと知って驚いている。口の中にヘミングウェイのテレビが入っている。
カトリーヌ（Cathrine）
未確認生命体を狙う謎の組織のメンバーの一員のミミズクの男性。組織の命令でバイザウェイを捕獲するため、スマートに目的を果たそうとするが、いつも決まらないのがたまに傷。フランス語で喋る。彼のいる組織のメンバーは何故か女性名のコードネームが与えられているらしい。いつもバイザウェイを捉えようとするものの、登場するたんびにパンツ丸見えにされている。
デイビッド（David）
ヘミングウェイがよく視聴している英会話番組の教師。実用性の高い英語を教えている。
バロー（Ballow）
シーズン2から登場。『デストロイデリバリー』を経営するワニの大男。ヘミングウェイの同業者。乱暴な性格で気に入らないものはなんでもぶっ飛ばし、気に入ったものはなんでも手に入れる。多重機アームを搭載した赤いトラック『ジャイアントジャンボ号』を運転している。
タツロー（Tatsuro）
シーズン2から登場。リサイクル工場の工場長を務める小動物。尻のロケットで空を飛び、腕のフィンガーバルカンやロケットパンチを発射するロボット『タツローロボ』を操縦している。ふくよかな体型の女性雑誌を愛読する。

## スタッフ
- 原案・脚本・制作 - カナバングラフィックス
- 声の出演・音響効果・作曲・編曲 - 上野大典
- 絵コンテ・振付・ディレクター - 富岡聡
- キャラクターデザイナー - 宮崎あぐり
- 小道具・メカ・背景デザイナー - 宮崎あぐり、関厚人、瀧澤昇太
- モデリングディレクター - 古部満敬
- モデラー - 関厚人、田中研治、瀧澤昇太、松岡昌志、寺岡夏希
- リガー - 宮田眞規、豊島淳、佐藤大輔
- アニメーションディレクター - 阿部圭造
- アニメーター - 長田卓志、豊島淳、Chris Hirata
- エフェクトデザイナー - 北橋啓
- グラフィックデザイナー - 関厚人
- マットペイントアーティスト - 宮崎あぐり、瀧澤昇太
- コンポジットディレクター - 太田洋康
- コンポジッター - 三浦隆子、北橋啓
- ツールデベロッパー - 服部剛
- アートディレクター - 宮崎あぐり、関厚人
- 音楽制作 - ソノフォニック
- 制作委員会 - INAZMA Project（ブシロード（土屋慎一、秋元愛実）、KADOKAWA（工藤大丈、立崎孝史）、カナバングラフィックス（富岡聡、宮崎あぐり、関厚人、阿部圭造）、イオンエンターテイメント（小金澤剛康、吉留和哉）、レッグス（谷丈太朗、佐藤渉）、スペースシャワーネットワーク（山中幹司、一花剛、土岐みぎは、岡有子））

## 各話リスト
| シーズン1「サメとの遭遇編」 | シーズン1「サメとの遭遇編」 |          | シーズン2「同業者アタック編」 | シーズン2「同業者アタック編」 |
| 話数                        | サブタイトル                | 話数     | サブタイトル                  |                               |
| --------------------------- | --------------------------- | -------- | ----------------------------- | ----------------------------- |
| 第0.5話                     | 英会話との遭遇              | 第10.5話 | 英会話アタック                |                               |
| 第1話                       | サメとの遭遇                | 第11話   | 同業者アタック                |                               |
| 第2話                       | ゲームとの遭遇              | 第12話   | ブラックホールアタック        |                               |
| 第3話                       | トイレとの遭遇              | 第13話   | ロボットアタック              |                               |
| 第4話                       | 運転との遭遇                | 第14話   | 電池アタック                  |                               |
| 第5話                       | ハンターとの遭遇            | 第15話   | ハンターアタック              |                               |
| 第6話                       | カーチェイスとの遭遇        | 第16話   | 宿敵アタック                  |                               |
| 第7話                       | デッドヒートとの遭遇        | 第17話   | トリプルアタック              |                               |
| 第8話                       | UFOとの遭遇                 | 第18話   | 強烈アタック                  |                               |
| 第9話                       | 帰郷との遭遇                | 第19話   | ラストアタック                |                               |
| 第10話                      | 居候との遭遇                | 第20話   | 再アタック                    |                               |

## BD / DVD
BDは限定版（クリエイターエディション）となっており、特典映像が収録されている。
| シーズン | 発売日         | 規格品番  | 規格品番   |
| シーズン | 発売日         | BD        | DVD        |
| -------- | -------------- | --------- | ---------- |
| vol.1    | 2017年10月25日 | KAXA-7591 | KABA-10591 |
| vol.2    | 2018年5月25日  | KAXA-7592 | KABA-10592 |